# Ониризм (кино)
Онири́зм (от греч. όνειρο — «сон, сновидение») — приём, широко встречающийся в кинематографе. Заключается в использовании сновидений в кинофильме. Как правило, трактуется с позиций психоанализа. Кроме того, под это определение попадает взаимосвязь между фильмическим и сновидческим состояниями, выделяемая многими философами и теоретиками кино.

## В теории кино и психоанализе
Виктор Мазин в книге «Сновидения кино и психоанализа» приводит цитату Бернардо Бертолуччи: «Все мои фильмы разработаны в рамках анализа, основанного во многом на онирическом материале — а разве сами фильмы вообще не создаются из онирического материала? Разве фильмы сделаны не из того же самого, что и сновидения?».
Французский физиолог Мишель Жуве прослеживает соотношение сновидений и кино в своей книге «Парадокс сна: история сновидений». Как и в кино, сны содержат «повествование», идущее от бессознательного. Но сны ощущаются спонтанно, отмечает Жуве, тогда как в фильмах сознательно используются темы, идеи и персонажи, чтобы спровоцировать ассоциации и вызвать определённые чувства. Символы, люди и темы часто появляются во сне, чтобы передать зрителю некое сообщение. В главе «Воспоминания о мечтах» Жуве рассматривал сны как механизм передачи сообщений.
Многие кинофильмы, в первую очередь авангардное кино XX века, невозможно истолковать без помощи психоанализа. Попытка осознания таких кинофильмов с помощью рационального мышления вводит зрителя в состояние фрустрации. В то же время, подобное кино можно понять на уровне символизации и смещения, прибегая к мобильности катексиса, описанной Фрейдом.
Киноязык предполагает наличие не только рассказа, но и звуковых и зрительных образов, которые взаимодействуют со зрителем на бессознательном уровне. Схожесть между сновидением и кинообразом заключается ещё и в том, что, в отличие от других видов искусства, например, живописи, зритель не имеет возможности сфокусироваться на конкретном образе фильма, а скорость восприятия кинообразов позволяет раскрывать их смысл только на бессознательном уровне. Иными словами, невозможно фокусироваться на всех визуальных аспектах кинофильма во время просмотра из-за его непрерывности. Часть из них воздействует на бессознательное, даже если зритель сознательно не фокусируется на происходящем на экране. Это инстинктивный процесс.

## Перцептивный перенос
Кристиан Мец сравнивает публику, пришедшую в кино, с поведением человека, страдающего сомнамбулизмом. Впрочем, замечает Метц, это сравнение вскоре сходит на нет, потому что «зритель-энтузиаст» выходит из состояния сомнабмулизма самостоятельно. Метц выделяет понятие «перцептивного переноса» — состояние смешения онирического и реального, в которое попадает зритель под воздействием кинофильма. Для вхождения в состояние перцептивного переноса, по Метцу, нужны определённые условия. Если эти условия соблюдаются, зритель впадает в состояние, сходное по своей сути с дремотой, и часть фильма воспринимает отчасти во сне, наблюдая сцены, показываемые на экране и зафиксированные на плёнке, и в то же время додумывая их. Метц считает, что фильмическое и онирическое состояния могут сближаться. Такие состояния находятся в родстве и составляют суть просмотра кино. Грубо говоря, зритель не до конца осознаёт, что находится в кино, эмоционально вовлекаясь в просмотр фильма, который трогает его, и «засыпает».
Уникальное сочетание зрителя, тёмного зала и мерцающего экрана очень важно. Дело в том, что во время просмотра фильма кинозал превращается в «аппарат кино», состоящий из техники, окружающей зрителя и образов, появляющихся на экране.
Находясь в зале, зритель испытывает уникальное состояние «вместе-но-раздельно» — он находится в зале с другими людьми, но при этом погружается в материю фильма. Жан-Луи Бодри называет это l'appareil filmique.

## Критика
Несмотря на то, что ониризм в кинематографе часто анализируется с позиций психоанализа, Фрейд относился к кинематографу критически и не проводил аналогий между своими исследованиями бессознательного и сновидений и кинематографом. Фрейд с некоторым презрением относился к кино и не следил за его развитием. Известен случай, когда голливудский продюсер Сэмуэль Голдвин предложил Фрейду 100 000 долларов за сотрудничество в производстве фильма. Фрейд отказался. Мощь кино, как искусства, а не шоу-бизнеса, осознали современники Фрейда: Лу Саломе, Отто Ранк и другие.

## В киноискусстве
В силу выразительности и метафоричности приёма многие режиссёры часто прибегают к использованию сновидений в своих фильмах. Сны ими используются по-разному: в некоторых картинах сновидения играют повествовательную роль, являясь важным сюжетным компонентом («Начало»). Зачастую режиссёры используют сновидения для того, чтобы придать фильму наибольшую выразительность и экспрессивность («Кошмар на улице Вязов» — фильм ужасов, где убийства совершаются во сне). Сны могут также являться стилистическим приёмом, на котором построен фильм, и средством донесения идей режиссёра до зрителя («Скромное обаяние буржуазии»). Некоторые кинофильмы целиком построены на онирическом принципе: их действие происходит во сне («Клетка», «Сны Акиры Куросавы»).
Популярные кинофильмы, так или иначе использующие принцип сновидения:
- Женщина в окне (1944) — Фриц Ланг
- Заворожённый (1945) — Альфред Хичкок
- Земляничная поляна (1957) — Ингмар Бергман
- Восемь с половиной (1963) — Федерико Феллини
- Скромное обаяние буржуазии (1972) — Луис Бунюэль
- Кошмар на улице Вязов (1984) — Уэс Крэйвен
- Бразилия (1985) — Терри Гиллиам
- Сны Акиры Куросавы (1990) — Акира Куросава, Исиро Хонда
- Город потерянных детей (1995) — Жан-Пьер Жене, Марк Каро
- Открой глаза (1997) — Алехандро Аменабар
- Клетка (2000) — Тарсем Сингх
- Пробуждение жизни (2001) — Ричард Линклейтер
- Малхолланд Драйв (2001) — Дэвид Линч
- Наука сна (2006) — Мишель Гондри
- Начало (2010) — Кристофер Нолан